# Gp120 (HIV)
gp120（envelope glycoprotein gp120）は、HIVのエンベロープ表面に露出している糖タンパク質である。このタンパク質は、ハーバード公衆衛生大学院のTun-Hou Lee（李敦厚）、Max Essexらによって1984年に発見された。120という数字はその分子量が約120kであることに由来している。gp120はウイルスが細胞へ侵入する際に必要不可欠であり、細胞表面受容体への特異的な接着に重要な役割を果たしている。こうした受容体としてはDC-SIGNやヘパラン硫酸プロテオグリカンが知られており、特にヘルパーT細胞上ではCD4と特異的相互作用を行う。CD4への結合によって、gp120やgp41のコンフォメーション変化カスケードの開始が誘導され、ウイルス膜と宿主の細胞膜との融合が引き起こされる。CD4への結合にはファンデルワールス相互作用や水素結合も関与しているものの、主に静電的相互作用によって媒介されている。

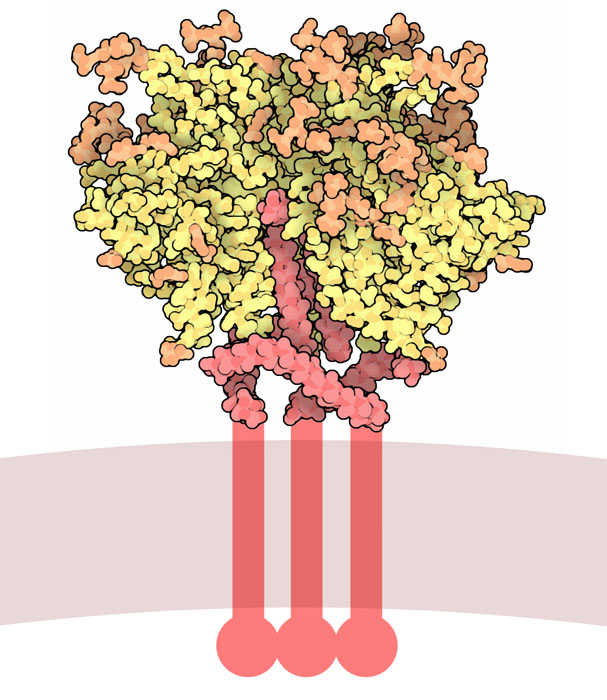
HIVのスパイクタンパク質構造の模式図

gp120はHIVのenv遺伝子にコードされている。この遺伝子の長さは約2.5 kbで、約850アミノ酸のタンパク質がコードされている。env遺伝子に由来するタンパク質の一次産物はgp160であり、小胞体内で宿主のプロテアーゼであるフーリンによってgp120（約480アミノ酸）とgp41（約345アミノ酸）へと切断される。gp120のコア領域の結晶構造から、inner domain、outer domain、bridging sheetと呼ばれる3つの領域からなる構成をしていることが示されている。gp120は膜貫通型糖タンパク質gp41との非共有結合的結合を介してウイルスの膜（エンベロープ）に固定されている。宿主細胞への接着と侵入を媒介するエンベロープのスパイクタンパク質はgp120とgp41それぞれ3分子ずつから構成され、gp120-gp41ヘテロ二量体が三量体化するかたちで形成されている。

## 多様性
gp120はCD4＋細胞への侵入に重要な役割を果たしているため、その進化には特に高い関心が寄せられている。多くの中和抗体はgp120のvariable regionと呼ばれる多様性の高いループ領域内の部位に結合するため、この領域の変異には強い選択がかかっている。HIV-1のグループMの場合、envの多様性は毎年1–2%増大し、アミノ酸配列の長さに迅速な変化が生じることが特筆される。gp120の多様性の増大によってウイルスの複製レベルは大きく上昇することから、HIV-1の多様なバリアントが感染を行うことでウイルスの適応性が増大していることが示唆される。また、N-結合型グリコシル化が施されうる部位（potential N-linked glycosylation site、PNGS）の多様性もウイルスの適応性を高めることが示されている。PNGSは長い糖鎖の付加を可能にするため、PNGSの数の変化は中和抗体に対する感受性に影響を及ぼし、ウイルスの適応性に影響すると考えられている。すなわち、gp120から伸びる巨大な糖鎖が存在することで、抗体の結合部位が覆い隠されてしまう可能性がある。
PNGSの増減は、新たな感染ごとに適応コストの範囲内で探索されている可能性がある。ウイルスの感染源となる宿主はgp120に反応する中和抗体を獲得しているのに対し、新たに感染した宿主はウイルスに対する免疫認識を欠いている。免疫認識を欠く宿主内で初期にみられるウイルスバリアントはグリコシル化部位が少なく、variable regionのループ配列も短い。こうしたウイルスは、宿主細胞の受容体への結合能が高い可能性がある。宿主の免疫系がgp120に対する抗体を獲得すると、宿主の免疫によってグルコシル化部位の増大、特に露出したループ領域で増大する方向への選択圧が生じるようである。env遺伝子への挿入変異によってgp120のPNGSが多くなることで、高濃度の糖鎖によってウイルスが抗体を回避する能力が高まり、ウイルスの適応度が高まっている可能性がある。PNGSが理論上どれだけ変化しうるかに関しては、PNGSの数が多すぎる場合にはgp120のフォールディングが阻害されるためにその数には上限がある可能性があり、一方でPNGSの数が大幅に減少した場合には中和抗体によってウイルスが容易に検出されるようになってしまうと考えられる。こうしたgp120と中和抗体との関係は、進化における赤の女王仮説の一例となっている。宿主免疫の中和抗体の継続的な進化的適応に対してウイルスが適応度を維持していくためにはエンベロープタンパク質の継続的な進化的適応が必要であり、その逆もまた同様である。このように、両者は共進化するシステムを形成している。

## ワクチンの標的
CD4受容体への結合はHIV感染の最も明確な段階であるため、gp120はHIVワクチン研究における第一の標的となっている。しかしながら、gp120はその化学的・構造的性質のために抗体結合が困難であり、gp120を標的としたHIVワクチン開発の障害となっている。また、gp120とgp41の結合は緊密なものではないため、ウイルス表面から容易にシェディングされてT細胞によって捕捉される。gp120とCD4との準安定的接着に関与している領域（CD4bs）は同定されており、またIgG1-b12と呼ばれるものなど、不変領域を標的化した広域中和抗体が得られている。gp120のCD4bs領域を標的としてHIV-1株の90%を中和することができる抗体は3種類単離されており、治療やワクチン開発への応用の可能性がある。一方で、CD4bsに結合する抗体の大部分はHIV中和能を発揮せず、IgG1-b12のような稀な中和抗体はFabアームやその位置の非対称性など、一般的でない特性を有している。gp120を標的としたワクチン戦略は、ウイルスに対する強力な中和作用を有する抗体を引き出すようデザインされていない限り、gp120のCD4bsを標的とした非中和抗体が大量に産生されるようになるブレイクスルー感染をもたらし、AIDSへの進行を早めることとなる懸念がある。

## 薬理学的阻害
gp120はHIVが標的細胞へ最初に結合する際に必要となる。したがって、gp120またはその標的分子に結合するものはgp120の細胞への結合を物理的に遮断することとなる。こうした機序によるものとしては、コレセプターであるCCR5に結合するマラビロクが臨床使用されている。ホステムサビル（BMS-663068）は低分子阻害剤テムサビル（temsavir）のプロドラッグであり、テムサビルはgp120に結合することでウイルスの侵入を阻害し、CD4受容体へのウイルスの接着に干渉する。

## HIV関連認知症
gp120は、proBDNF（BDNF前駆体）からmBDNF（成熟型BDNF）への変換を担う酵素であるフーリンやt-PAの濃度の低下を引き起こすことで、神経細胞のアポトーシスを誘導する。またgp120は、カスパーゼのようなミトコンドリア関連細胞死タンパク質を介してFasのアップレギュレーションに影響を及ぼし、神経細胞のアポトーシスをもたらす。gp120は神経細胞に酸化ストレスを誘導するほか、STAT1を活性化し、IL-6やIL-8の分泌を誘導することも知られている。

## 関連文献
- Human Immunodeficiency Virus Glycoprotein 120
- “Tubular cell HIV-1 gp120 expression induces caspase 8 activation and apoptosis”. Ren Fail 31 (4):  303–12. (2009). doi:10.1080/08860220902780101. PMID 19462280.